# Kvinnliga fotografer i Sverige
Kvinnliga fotografer i Sverige har kommit från alla samhällsklasser och tillhörigheter sedan 1800-talets mitt. Under fotografiets tidiga historia var porträttfotografi i ateljé den mest utbredda företeelsen, och inom denna bransch var ofta kvinnliga fotografer verksamma som ateljéägare, fotografer, assistenter, retuschöser och biträden, men detta har senare osynliggjorts i historieskrivningen. Kvinnliga fotografer var generellt inte lika omtalade som manliga och de har sällan haft en betydande roll i framställningen av fotografitekniker och maskiner, utan deras roll ligger i själva fotograferandet.

## Historia

### 1800-tal

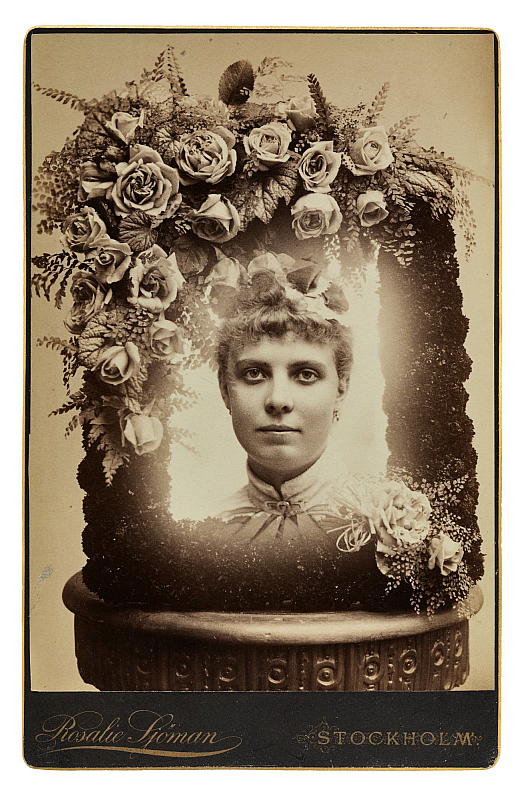
Rosalie Sjömans dotter fotograferad av Rosalie Sjöman, mellan 1880 och 1885.

Den första kameran presenterades 1839 av Louis Daguerre i Paris och var då en enhet där bilden fångades i amalgam, en legering av silver och kvicksilver. Bilderna som framställdes kallades för daguerrotypier. Tre veckor efter att den första dagerrotypin presenterats i Paris kom tekniken till Sverige och användes i tidningsreferatet. 
Den främsta användningen i början var att producera ateljéporträtt. Inledningsvis fanns ett fåtal fasta ateljéer i Stockholm men det vanligaste var att daguerreotypisterna var kringresande. I Sverige var det främst svenska och tyska fotografer som turnerade från stad till stad och satte upp sina provisoriska ateljéer i några veckor för att sedan resa vidare. Porträtten var mycket dyra och kundkretsen utgjordes av samhällets övre skikt.
Under denna tidiga period var Brita Sofia Hesselius verksam som yrkesfotograf i Karlstad. Från 1845 drev hon en privatskola och undervisade bland annat i teckning och måleri. Eventuellt lärde hon även ut fotografi vilket i så fall gör henne till den första i Sverige som undervisade i fotografi i organiserad form.
Under 1850-talet etablerades fotonäringen i Sverige. Fler fasta ateljéer öppnade i större och medelstora städer. I mitten av 1850-talet skedde ett tekniskt genombrott och den nya fotografiska kollodiumprocessen introducerades - också kallad våtplåtsfotografi. Metoden gjorde det möjligt att framställa ett obegränsat antal kopior från samma negativ. Med denna metod blev visitkort med porträttbild snabbt populärt och blev den ekonomiska grunden för fotoateljéerna och antalet ateljéer ökade dramatiskt och även allt fler kvinnliga fotografer och ateljéägare. 
En ung målare, vid namn Marie Kinnberg, var med redan från när pappersnegativen lanserades 1851. Hon blev elev hos den prominente Bendixen och började utföra projektet “Porträttering genom Fotografi i enlighet med Herr Bendixson meddelade undervisning”. En stor anledning till att kvinnor valde fotografiyrket under 1800-talet var att den akademiska vägen till stor del var stängd för dem. Det var framförallt medelklassens kvinnor som ägnade sig åt fotografi. Utöver denna aspekt påverkade det faktum att en  förordning ändrats 1846 vilken beviljade kvinnor samma hantverksrätt som män, samt en begränsad rätt till handel (Handelsordningen). Därefter, genomfördes 1864 års näringsförordning, vilken gjorde att det inte fanns några formella spärrar för kvinnor inom den privata sektorn. Ensamstående och yngre kvinnor ur borgarklassen började söka sig ut på arbetsmarknaden för att bli självförsörjande. Här framstod den fotografiska näringen som en god möjlighet. Den var inte så belastad av äldre tiders skråväsende, hade stor utvecklingspotential, var inte alltför fysiskt ansträngande, hade en konstnärlig prägel och var generellt accepterad inom borgerliga kretsar. Många kvinnor upphörde sin fotografikarriär när de gifte sig trots att de hade kunnat fortsätta, dock med mannens tillstånd.
Hedvig Söderström blev den första kvinnliga etablerade porträttfotografen i Stockholm 1857. Söderström hade sin ateljé på Drottninggatan 25 och lär ha varit verksam fram till 1860. Söderström var en så kallad "mamsell", vilket innebär att hon var ogift, icke adlig och medelklass. Detta stämde även in på en annan kvinnlig fotograf från samma tid, Sophie Ahlbom, som var verksam under tre år på Malmtorgsgatan 5.

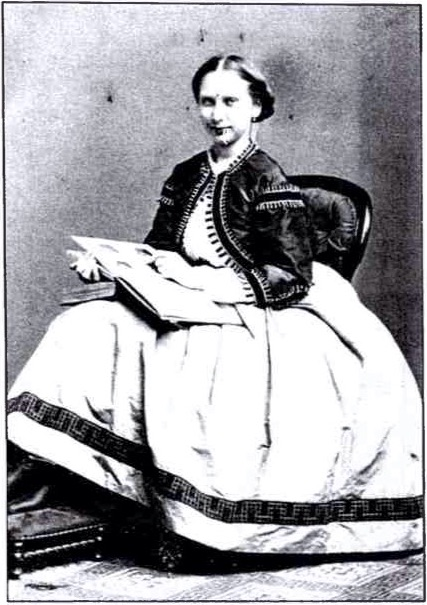
Prinsessan Lovisa av Sverige fotograferad av Bertha Valerius.

Det finns uppgifter om att det ska ha verkat omkring 400 kvinnliga fotografer mellan 1860 och 1920. När Svenska Fotografernas Förbund bildades var det däremot enbart två kvinnliga fotografer som deltog. Dessa var "fröknarna" E och V Tideström. I detta förbund var det som högst 3 kvinnliga medlemmar, Anna Hwass, Wilhelmina Skogh samt Emma Schenson. Av de 100 registrerade fotograferna i Stockholm på 1860-talet var endast 15 kvinnor. Hälften av de 14 första kvinnliga fotograferna i Stockholm var så kallade "mamseller". En ytterligare "mamsell" var Bertha Valerius som öppnade sin fotografiska ateljé på Mäster Samuelsgatan 51B. Bertha Valerius har, till skillnad från många andra kvinnliga fotografer från den tiden, blivit någorlunda ihågkommen.

### Tidigt 1900-tal
Fram till omkring 1920-talet var porträttfotografier den mest framstående formen av fotografi. Fotografi som konstform tillkom senare under 1900-talet.
Olga Sandberg var född 1875 och arbetade som lokal fotograf i Misterhult, Småland. Hon började med att arbeta som mjölkpiga på en bondgård för att senare sköta den lokala butiken i staden. Vid 35 års ålder blev Sandberg änka med fyra små barn och det var då hon började arbeta som fotograf för att få in pengar. Hon tog betalt för att fotografera bröllop, begravningar och andra festligheter. Samtidigt som hon fotograferade arbetade hon som postmästare och sångare. Vid sin död år 1958 efterlämnade hon 325 glasnegativ, tagna åren 1915–1930.
Albertina Eriksson (1881–1969) var dotter till en bonde vid namn Olof Jonsson och hans fru Brita. Hon växte upp i Bjurholm i Västerbotten. Mot slutet av 1890-talet köpte hon en liten kamera för att kunna fotografera sin sjuka bror. Detta var för att de skulle kunna bevara broderns minne efter hans bortgång. Hon lärde sig själv konsten att fotografera och införskaffade snart därefter en större kamera och ett stativ. Hon började åka runt i byarna runt omkring och tog fotografier av dem som ville det. Hon besökte även byar i Degerfors, där hennes mor hade familj, och ända till Buberget och Tegsnäset där hennes gifta syster bodde. Eriksson gifte sig år 1912 och flyttade därmed till sin makes bondgård. Likt många andra fotograferande kvinnor på den tiden höll hennes fotograferande på att upphöra efter giftermålet. Endast några få bilder från efter giftermålet togs, då på hennes familj eller personer som bad henne fotografera dem. Omkring 300 glasnegativ finns bevarade av Albertina Eriksson och hennes arkiv finns idag på Västerbottens Museum i Umeå.
Lina Persson (1885–1981) arbetade som fotograf i flera byar i södra Lappland. Hon färdades vanligtvis till fots eller med cykel. Lina Persson föddes i Grynberget i Dorotea socken. Mellan 1911 och 1913 drev hon ett café i Rossön, Jämtland. Där kom hon i kontakt med en fotograf vid namn Petrus Ljungö som erbjöd sig lära henne fotografi. Persson studerade med Ljungö i två år samtidigt som hon utförde hushållsarbete åt en målare för att kunna betala för sitt boende. Hon blev sedan anställd av fotograf Gerda Berg i Torsås i Småland, där hon var i omkring 6 månader. 1916 etablerade hon sig som fotograf. Från 1923 var hon bosatt i Lavsjö i Dorotea. Av Lina Perssons fotografier finns 289 glasplåtar från åren 1922-1939 bevarade på Västerbottens museum.

### Sent 1900-tal
Under 1950- och 1960-talen rådde det en stor avsaknad av kvinnliga fotografer[källa behövs]. En skillnad mellan dessa decennier är dock innehållet i fotografitidningar. Tidningarna under 1960-talet var tydligt inriktade mot män, med omslagsbilder på halvnakna kvinnor[källa behövs]. Detta är en tydlig anledning till att kvinnligt fotografi minskade under detta årtionde[källa behövs]. Anna Riwkin, Kerstin Bernhard och Beata Bergström var några av de få kvinnliga fotografer vars namn hördes under 1960-talet. Kvinnor fick återigen plats inom fotografi efter 1960-talet med flera prominenta fotografer. Senare, under 1980-talet, utövade de kvinnliga fotograferna en blandning av traditionellt fotografi och artisteri. Under denna period genomgick svenskt fotografi ett stort genombrott även på den internationella marknaden. Där hördes namns som Annika von Hausswolff, Annica Karlsson Rixon, Maria Miesenberger och Lotta Antonsson vilka debuterade under 1990-talet.
Under den senare delen av 1900-talet växte pressfotografi och blev en av de vanligare formerna för fotografi. Här fanns kvinnor som Ragnhild Haarstad, Alma Haag och Ellen Dahlberg. Alma Haag (1882–1979) var den första kvinnliga pressfotografen i Sverige och var verksam för Dagens Nyheter. Haag tog bilden som publicerades första gången i Dagens Nyheter år 1907. Tidningen fick inte en ytterligare kvinnlig fotograf förrän 80 år efter Alma Haag.

## Tidiga svenska kvinnliga fotografer
- Ada Linde
- Anna Frankel
- Bertha Valerius
- Brita Sofia Hesselius
- Caroline von Knorring
- Hilda Sjölin
- Mimmi Gustafsson
- Nanna Tingvall
- Rosalie Sjöman